# Mary Tsingou
Mary Tsingou (épouse Menzel; née le 14 octobre 1928) est une physicienne et mathématicienne américaine d'ascendance grecque.

## Biographie
Née à Milwaukee, dans le Wisconsin, ses parents grecs déménagent aux États-Unis à partir de la Bulgarie. Elle passe plusieurs années en Bulgarie avant de retourner aux États-Unis pour ses études à partir du lycée. Menzel passe par l'Université du Wisconsin, où elle étudie les mathématiques et les sciences de l'éducation.
Elle est connue dans le monde de la physique numérique pour son travail dans le codage du problème de Fermi–Pasta–Ulam–Tsingou au Laboratoire National de Los Alamos, tout en travaillant en tant que programmeuse dans le groupe MANIAC,. Le résultat a été un élément décisif dans la théorie du chaos.
En 2008, un article publié dans Physics Today appelle à renommer le problème FPU en FPUT pour lui donner le crédit approprié pour sa contribution. Les études suivantes reflètent ce changement de nom,.

## Publications
- (en) J.L Tuck et M.T Menzel, « The superperiod of the nonlinear weighted string (FPU) problem », Advances in Mathematics, vol. 9, no 3,‎ décembre 1972, p. 399–407 (DOI 10.1016/0001-8708(72)90024-2, lire en ligne, consulté le 27 avril 2017)
- (en) Joseph J. Devaney, Albert G. Petschek et Mary Tsingou Menzel, On the Production of Heavy Uranium Isotopes in a Very High Density Fast Neutron Flux, Los Alamos Scientific Laboratory of the University of California, 1er janvier 1958 (lire en ligne)